# Khalif Wyatt
Khalif Wyatt (Norristown, 10 giugno 1991) è un cestista statunitense.